# 天野慶久
天野 慶久（あまの よしひさ、本名同じ、1972年11月22日 - ）は、日本の元ラグビー選手、俳優。ケイダッシュ所属。

## ラグビー選手時代
ポジションはフランカーおよびナンバー8。国学院久我山高等学校では全国高等学校ラグビーフットボール大会ベスト8。明治大学に進学。在学中には、関東大学対抗戦で4年間全勝優勝、全国大学ラグビーフットボール選手権大会で優勝2回、準優勝1回、日本選手権に出場。第1回ジャパンセブンス選手権大会で優勝。卒業後はオーストラリア、イングランド留学を経て、サントリーに入社して活躍した。
U23日本代表、日本A代表、日本代表、関東代表、7人制日本代表、10人制日本代表に選出された。
海外クラブチームでプレーしていた時期があり、ゴードン（シドニー）、サニーバンク（ブリスベン）（以上、オーストラリア）、ワンプス（ロンドン）などに在籍していた。メジャースタンレーマッチ（オックスフォード大学と対戦する世界選抜）に出場し当時のオーストラリア代表キャプテンのニックファージョーンズともチームメイトとしてプレーをした。
明大在学中の20歳前半の頃には、化粧品会社CM出演の話がもち上がり、ラグビー協会と広告代理店で協議の上で一旦OKが出たが、最終的に当時のアマチュア規定の壁もあり実現しなかった。

## 現役引退後
コーチとしてオーストラリアコーチングレベル1を取得し、日本A代表コーチ、23歳以下代表コーチ等を務めた。
サントリー退社後は起業してスポーツ関連事業をする一方で、大手芸能事務所から話がもちかけられ、2010年から俳優としても活動している。
2002年、スポーツマネジメントなどを手掛ける「有限会社nexvis」を設立。
2010年、NHK大河ドラマ『龍馬伝』に出演、俳優としてデビュー。
2011年10月、ファッションモデルの阿部まりなと結婚。10月9日に結婚式を挙げた。結婚式に参加した甘糟記子によると、「たまたま企画したご飯会が出会いのきっかけであること」、「（阿部が）もうすぐママ友になる予定」であるとブログに記されている。

## 俳優としての主な出演作品

### テレビドラマ
- 2010年 NHK大河ドラマ『龍馬伝』：那須信吾役
- 2012年 NHK土曜ドラマスペシャル『負けて、勝つ 〜戦後を創った男・吉田茂〜』：岡崎勝男役
- 2013年 NHKドラマ10『ガラスの家』：宮川裕孝役
- 2015年 TBS日曜劇場 『天皇の料理番』：入沼役[5]
- 2015年 NHK『６４ロクヨン』：芦田刑事役
- 2016年 WOWOW連続ドラマW『沈まぬ太陽』：北村役
- 2017年 TBS日曜劇場 『陸王』 ：江幡晃平役
- 2018年 NHK大河ドラマ『西郷どん』：中山尚之助役
- 2019年 TBS日曜劇場 『ノーサイド・ゲーム』 ：本波寛人役
- 2020年 TBS『義母と娘のブルース』2020年謹賀新年スペシャル：小早川信也役
- 2020年 Paraviオリジナルストーリー『義母と娘の間のフェルマータ』：小早川信也役
- 2020年 テレビ朝日24 JAPAN（2020年） - 金田一忠役
- 2020年 テレビ朝日開局60周年記念ドラマスペシャル『逃亡者』:嶋岡正彦役
- 2022年 BS-TBS『ホテルマン東堂克生の事件ファイル〜八ヶ岳リゾート殺人事件〜』- 真田英介 役

### 映画
- 2011年 『セカンドバージン』：井上役
- 2011年 『一命』：佐々木役
- 2020年 『Fukushima50』：望月 学役